# Challenger Salinas I 2021
Il Challenger Salinas I 2021 è stato un torneo maschile di tennis maschile giocato su campi in cemento, parte dell'ATP Challenger Tour del 2021. È stata la 20ª edizione del torneo e si è giocata dal 19 al 25 aprile 2021 al Salinas Golf & Tenis Club di Salinas, in Ecuador. Il montepremi è di $52 080 e rientra nella categoria Challenger 80. La settimana successiva si è tenuta sugli stessi campi la 21ª edizione del torneo, di categoria Challenger 50.

## Partecipanti singolare

### Teste di serie
| Nazionalità | Giocatore                  | Ranking* | Testa di serie |
| ----------- | -------------------------- | -------- | -------------- |
| Giappone    | Yasutaka Uchiyama          | 108      | 1              |
| Cile        | Alejandro Tabilo           | 163      | 2              |
| Ecuador     | Emilio Gómez               | 183      | 3              |
| Stati Uniti | Christopher Eubanks        | 233      | 4              |
| Cile        | Marcelo Tomás Barrios Vera | 239      | 5              |
| Turchia     | Altuğ Çelikbilek           | 251      | 6              |
| Giappone    | Hiroki Moriya              | 266      | 7              |
| Ecuador     | Roberto Quiroz             | 273      | 8              |

- Ranking al 12 aprile 2021.

### Altri partecipanti
Giocatori che hanno ricevuto una wild card:
- Diego Hidalgo
- Nicolás Jarry
- Antonio Cayetano March

I seguenti giocatori sono passati dalle qualificazioni:
- Facundo Díaz Acosta
- Marek Gengel
- Nicolás Mejía
- Tak Khunn Wang

## Punti e montepremi
| Torneo    | Torneo              | V     | F     | SF    | QF    | 2T  | 1T  | Q | Q2  | Q1  |
| Singolare | Punti               | 80    | 48    | 29    | 15    | 7   | 0   | 4 | 2   | 0   |
| Singolare | Premi in denaro ($) | 7 200 | 4 240 | 2 510 | 1 460 | 860 | 520 | – | 260 | 130 |
| Doppio    | Punti               | 80    | 48    | 29    | 15    | –   | 0   | – | –   | –   |
| Doppio    | Premi in denaro ($) | 3 100 | 1 800 | 1 080 | 640   | –   | 360 | – | –   | –   |

## Vincitori

### Singolare
In finale  Nicolás Jarry ha sconfitto  Nicolás Mejía con il punteggio di 7-6(2), 6-1.

### Doppio
In finale  Miguel Ángel Reyes Varela /  Fernando Romboli hanno sconfitto  Diego Hidalgo /  Skander Mansouri con il punteggio di 7-5, 4-6, [10-2].